# Классика наследия НХЛ

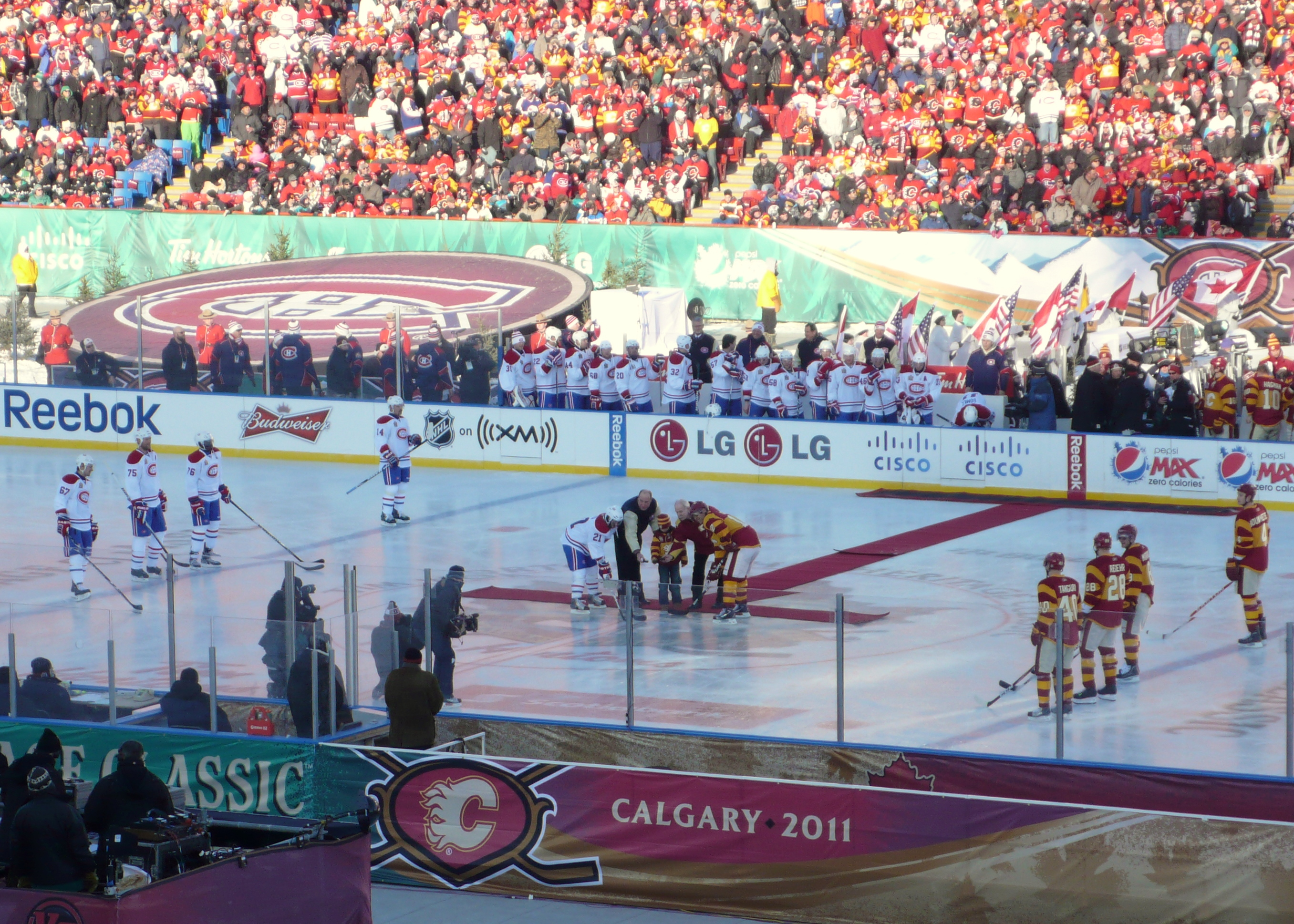
Классика наследия 2011

Классика наследия НХЛ (англ. NHL Heritage Classic) — матч регулярного чемпионата Национальной хоккейной лиги, проводимый на открытом воздухе. Все матчи проходили на стадионах Канады и в них играли только канадские команды за одним исключением — в 2022 году американский клуб «Баффало Сейбрз» принял матч на своем стадионе.

## История
Первый матч «Классики наследия» был сыгран в сезоне 2003/04. Тогда 22 ноября 2003 года на Стадионе Содружества в Эдмонтоне местные «Ойлерз» встретились с «Монреаль Канадиенс». Несмотря на мороз в −18 °C, поединок собрал на стадионе 57 167 зрителей. Этот матч стал первым матчем регулярного чемпионата НХЛ сыгранный под открытым небом.
Второй матч состоялся 20 февраля 2011 года на Стадионе Макмэхон в Калгари, между «Калгари Флэймз» и «Монреаль Канадиенс».
Третий матч состоялся 2 марта 2014 года, когда на стадионе Би-Си Плэйс «Ванкувер Кэнакс» принимали «Оттаву Сенаторз».
В 2022 году в матче «Классики наследия» впервые принимала участие команда из США.
Осенью 2023 году, спустя 20 лет, «Эдмонтон» снова принял матч «Классики наследия» на Стадионе Содружества.

## Список матчей
| Дата            | Место                                      | Хозяева         | Гости              | Счёт     | Зрителей |
| --------------- | ------------------------------------------ | --------------- | ------------------ | -------- | -------- |
| 22 ноября 2003  | Стадион Содружества, Эдмонтон, Альберта    | Эдмонтон Ойлерз | Монреаль Канадиенс | 3:4      | 57 167   |
| 20 февраля 2011 | Стадион Макмэхон, Калгари, Альберта        | Калгари Флэймз  | Монреаль Канадиенс | 4:0      | 41 022   |
| 2 марта 2014    | Би-Си Плэйс, Ванкувер, Британская Колумбия | Ванкувер Кэнакс | Оттава Сенаторз    | 2:4      | 54 194   |
| 23 октября 2016 | Инвесторс групп-филд, Виннипег, Манитоба   | Виннипег Джетс  | Эдмонтон Ойлерз    | 0:3      | 33 240   |
| 26 октября 2019 | Мозаик Стэдиум, Реджайна, Саскачеван       | Виннипег Джетс  | Калгари Флэймз     | 2:1 (ОТ) | 33 518   |
| 13 марта 2022   | Тим Хортонс-филд, Гамильтон, Онтарио       | Баффало Сейбрз  | Торонто Мейпл Лифс | 5:2      | 26 119   |
| 29 октября 2023 | Стадион Содружества, Эдмонтон, Альберта    | Эдмонтон Ойлерз | Калгари Флэймз     | 5:2      | 55 411   |